# Fabienna oligonema
Fabienna oligonema är en nässeldjursart som först beskrevs av Paul Torben Lassenius Kramp 1953.  Fabienna oligonema ingår i släktet Fabienna och familjen Laingiidae. Inga underarter finns listade i Catalogue of Life.